# Дёжкин, Сергей Борисович
Сергей Борисович Дёжкин (27 декабря 1939, Москва — 5 января 2000) — советский художник-мультипликатор, участвовал в создании более 60 мультфильмов. Сын известного режиссёра-мультипликатора Бориса Дёжкина.

## Биография
Сергей Дёжкин родился в Москве 27 декабря 1939 года в семье Бориса Дёжкина.
С началом Великой Отечественной войны семья эвакуировалась. В 1947 году, после возвращения из эвакуации, начал учиться в школе. В 1959 году начал ходить на курсы мультипликаторов студии «Союзмультфильм» (1959—1961). В 1961 году вышел фильм Бориса Дёжкина «Чиполлино», где Сергей Дёжкин впервые участвовал как художник-мультипликатор.
Сотрудничал с Эдуардом Назаровым, Ефимом Гамбургом и другими режиссёрами.
В 1970 году начал работать и на киностудии «Киевнаучфильм» и принимал участие в создании серии мультфильмов о казаках.
Умер 5 января 2000 года. Местонахождение могилы неизвестно.

## Фильмография
- 1961 — Чиполлино
- 1963 — Акционеры
- 1963 — Бабушкин козлик. Сказка для взрослых
- 1963 — Свинья-копилка
- 1963 — Заяц и ёж
- 1964 — Дядя Стёпа — милиционер
- 1964 — Шайбу! Шайбу!
- 1964 — Кто виноват?
- 1965 — Гунан-Батор
- 1965 — Здравствуй, атом!
- 1966 — Главный Звёздный
- 1966 — Самый, самый, самый, самый
- 1966 — Сегодня День рождения
- 1968 — Светлячок № 8
- 1968 — Старые заветы
- 1969 — Украденный месяц
- 1970 — Синяя птица
- 1970 — Как казаки в футбол играли
- 1970 — Рассказы старого моряка. Необычайное путешествие
- 1971 — Легенда об озере Парвана
- 1971 — Маугли. Возвращение к людям
- 1971 — Ну, погоди! (выпуск 3)
- 1972 — Вокруг света поневоле
- 1972 — Рассказы старого моряка. Антарктида
- 1972 — Зелёный кузнечик
- 1973 — Только для взрослых (второй выпуск)
- 1973 — Зайчишка Заблудился
- 1973 — Как казаки невест выручали
- 1974 — Футбольные звёзды
- 1974 — В мире пернатых
- 1974 — Алёнкин цыплёнок
- 1974 — Весёлая карусель № 6
- 1975 — На лесной тропе
- 1975 — Мои Цыплята
- 1976 — Весёлая карусель № 8
- 1976 — Волшебная камера
- 1976 — Голубой щенок
- 1976 — Птичка Тари
- 1977 — Осторожно, газ! [1]
- 1978 — Барс лесных дорог
- 1978 — Дед Мороз и серый волк
- 1978 — Как утёнок-музыкант стал футболистом
- 1978 — Ограбление по...
- 1978 — Последняя невеста Змея Горыныча
- 1979 — Баба-Яга против! (выпуск 1)
- 1980 — Хитрая ворона
- 1980 — Первый автограф
- 1981 — Ивашка из Дворца пионеров
- 1981 — Кот Котофеевич
- 1981 — Раз — горох, два — горох
- 1982 — Жил-был пёс
- 1982 — Лиса Патрикеевна
- 1983 — Весёлая карусель № 15. Девочка и пираты
- 1983 — Волчище — серый хвостище
- 1983 — Увеличительное стекло
- 1984 — Медведь — липовая нога
- 1984 — Не опоздал
- 1984 — Переменка № 3. Алхимик
- 1985 — Загадка сфинкса
- 1985 — Перфил и Фома
- 1986 — Воспоминание
- 1986 — Когда песок взойдёт
- 1986 — Сын камня и великан
- 1987 — Богатырская каша
- 1987 — Белая трава
- 1988 — Таракан
- 1990 — Крылатый, мохнатый, масляный
- 1991 — История одного города. Органчик